# Atractodes gillettei
Atractodes gillettei är en stekelart som först beskrevs av William Harris Ashmead 1896.  Atractodes gillettei ingår i släktet Atractodes och familjen brokparasitsteklar. Inga underarter finns listade.